# جمعية إنعاش الأسرة
جمعية إنعاش الأسرة، جمعية فلسطينية خيرية نسوية تنموية غير ربحية، تأسست في مدينة البيرة عام 1965، وذلك بمبادرة قادتها السيدة سميحة خليل ومجموعة من النساء الفلسطينيات المتطوعات. تقدّم الجمعيّة خدماتها وبرامجها للنساء الفلسطينيّات وغيرهنّ من فئات المجتمع المهمّشة وذلك ضمن مساعيها الرامية إلى تمكين المرأة وتعزيز الأسرة الفلسطينيّة. وتُعدّ المؤسّسة واحدة من المنظّمات الرائدة التي تقوم على إدارتها وتنظيمها مجموعة من الفلسطينيّات المؤمنات بقضيّة المرأة وغيرها من القضايا الأخرى التي تهمّ المجتمع، مثل الحرّيّة والمساواة والاستقلاليّة. تخدم الجمعيّة أكثر من 5000 سيّدة، من خلال مشروع التطريز، ينتج المشروع مجموعة متنوّعة من التصاميم التي تعكس الثقافة والهويّة الفلسطينيّة.

## رسالتها وأهدافها
تكمن رسالة الجمعية في تعزيز صمود الشعب الفلسطيني على أرضه ودعم نضاله نحو الحرية والإستقلال وقيم العدالة، والمساهمة في التنمية المستدامة من خلال التمكين الإقتصادي والإجتماعي والحفاظ على التراث، والنهوض بالمرأة والأسرة الفلسطينية، وتقديم برامج تعليمية وأكاديمية وفق احتياجات السوق.وتكمن أهداف الجمعية الإستراتيجية الى زيادة وصول الأسر الفلسطينية الفقيرة وخصوصا التي تعيلها النساء، وزيادة وصول االشباب والشابات الفقراء لحقوقهم الاقتصادية

## مشاريع الجمعية
- كلية إنعاش الأسرة، تأسست في العام 1990 وتمنح الطالبات شهادة الدبلوم في التمريض والسكرتاريا والسجل الطبي، وفي عام 2007 تم إضافة دبلوم العلاج الطبيعي، ومع بداية العام 2008 بدأت بتدريس اللغة العبرية والصينية ودبلوم إدارة الطعام والشراب وتصميم الأزياء.[3]
- مركز التراث والأبحاث، هو مركز لتوثيق كافة جوانب الحياة التراثية الشعبية الفلسطينية من عادات المجتمع وتقاليده.
- مكتبة التراث والأرشيف.
- المتحف.
- مركز إنعاش الأسرة للتدريب المهني والتعليم المستمر: مركز يتم فيه تدريب الشابات على فن الخياطة والأزياء، فن التجميل، السكرتاريا وإدارة المكاتب، تربية الطفل، التصوير، المونتاج والإخراج.